# Un idiot à Paris
Un idiot à Paris è un film del 1967 diretto da Serge Korber.
Il film è basato sul libro omonimo di René Fallet.